# Анциферовская (Вытегорский район)
Анциферовская — деревня в Вытегорском районе Вологодской области.
Входит в состав Кемского сельского поселения, с точки зрения административно-территориального деления — в Кемский сельсовет.
Расстояние до районного центра Вытегры по автодороге — 118 км, до центра муниципального образования посёлка Мирный по прямой — 15 км. Ближайшие населённые пункты — Агафоновская, Елинская, Панкратово.
По переписи 2002 года население — 4 человека.